# المؤتمر الثاني لمجموعة أصدقاء الشعب السوري
المؤتمر الثاني لمجموعة أصدقاء الشعب السوري هو مؤتمر دولي حول الثورة السورية وقع في 1 أبريل 2012 في إسطنبول بتركيا. شاركت فيه 75 دولة إلى جانب أعضاء من المجلس الوطني السوري وتيارات أخرى.

## الأطراف المشاركة
- 75 دولة
- الجامعة العربية
- المجلس الوطني السوري
- أطراف أخرى

## توصيات البيان الختامي للمؤتمر
- وجوب خضوع النظام السوري للقانون الدولي والتوقف الفوري للعنف.
- الاعتراف بالمجلس الوطني السوري «ممثلا شرعيا» للشعب السوري.
- دعم خطة كوفي عنان والمطالبة بتحديد جدول زمني لتنفيذها وضرورة العودة لمجلس الأمن إذا استمر القتال.
- دعوة العالم إلى الضغط الديبلوماسي وحرمان النظام من التزود بوسائل القمع.
- تشكيل مجموعة عمل لدعم الاقتصاد السوري برئاسة ألمانيا وفرنسا.
- تشكيل مجموعة عمل لتفعيل العقوبات المفروضة على النظام.
- الترحيب بوثيقة العهد الوطني الأخيرة للمعارضة.
- دعم المبادرة العربية والتأكيد على أهمية احترام النظام السوري لخطة كوفي عنان.
- الدعوة للسماح للمنظمات الإنسانية بدخول سوريا وقلق من أوضاع اللاجئين والنازحين.

## قرارت أخرى خارج البيان الختامي
- تأسيس صندوق لتمويل رواتب الجيش السوري الحر من قبل دول الخليج.